# Any Europeu del Patrimoni Cultural
L'any 2018 fou designat Any Europeu del Patrimoni Cultural per la Comissió Europea, amb l'objectiu de donar a conèixer el potencial de tota la riquesa cultural d'Europa. Amb l'Any Europeu del Patrimoni, la UE vol sensibilitzar sobre la importància social i econòmica del patrimoni cultural i arribar principalment a infants, joves i a aquelles persones que normalment no estan en contacte amb la cultura. Durant el transcurs de l'Any Europeu del Patrimoni Cultural se celebraran uns 70.000 actes a tot Europa, organitzats pels estats membres, les regions, els municipis o a través de projectes transnacionals finançats per la UE amb 8 milions d'euros.
Segons el comissari d'Educació, Cultura, Joventut i Esport, Tibor Navracsics "el patrimoni cultural no és només l'herència del passat, també és un recurs per al futur", la qual cosa significa que tots els recursos culturals tangibles o intangibles considerats rellevants per transmetre a les generacions futures constitueixen el Patrimoni Cultural.

## A Catalunya
A Catalunya diverses institucions, entitats i ens locals van prendre el compromís de posar en valor la riquesa del patrimoni cultural català durant el 2018. La iniciativa, coordinada des la Generalitat de Catalunya, té com a objectiu visibilitzar internacionalment els elements del patrimoni material, immaterial i natural en un programa d'actes.